# Saint-Gladie-Arrive-Munein
 Saint-Gladie-Arrive-Munein  là một xã của tỉnh Pyrénées-Atlantiques, thuộc vùng Nouvelle-Aquitaine, tây nam nước Pháp.